# فهرست مربیان باشگاه فوتبال آ.اس. رم

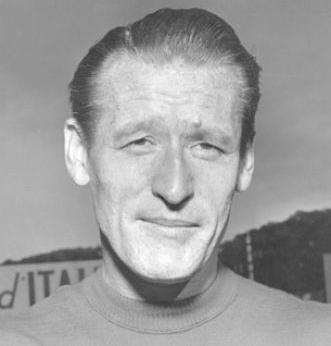
نیلس لیدهولم، از برجسته‌ترین مربیان تاریخ باشگاه آ.اس. رم

این نوشتار، فهرستی کامل از سرمربیان باشگاه فوتبال آ.اس. رم و افتخارات آن‌ها است.

## فهرست مربیان
| نام                   | فصول مربیگری                              | افتخارات |
| --------------------- | ----------------------------------------- | --- |
| ژوزه مورینیو          | ۲۲–۲۰۲۱ ۲۳–۲۰۲۲                           | لیگ کنفرانس اروپا قهرمان ۲۲–۲۰۲۱ لیگ اروپا نایب قهرمان ۲۳–۲۰۲۲ |
| پائولو فونسکا         | ۲۱–۲۰۲۰ ۲۰–۲۰۱۹                           | نیمه‌نهایی لیگ اروپا ۲۱–۲۰۲۰ |
| کلودیو رانیری (۲)     | ۱۹–۲۰۱۸                                   | - |
| ائوزبیو دی فرانچسکو   | ۱۹–۲۰۱۸ ۱۸–۲۰۱۷                           | نیمه‌نهایی لیگ قهرمانان اروپا ۱۸–۲۰۱۷ |
| لوچانو اسپالتی (۲)    | ۱۷–۲۰۱۶ ۱۶–۲۰۱۵                           | سری آ نایب قهرمان ۱۷–۲۰۱۶ |
| رودی گارسیا           | ۱۶–۲۰۱۵ ۱۵–۲۰۱۴ ۱۴–۲۰۱۳                   | سری آ نایب قهرمان ۱۴–۲۰۱۳ سری آ نایب قهرمان ۱۵–۲۰۱۴ |
| اورلیو آندره‌آتزولی    | ۱۳–۲۰۱۲                                   | جام حذفی فوتبال ایتالیا نایب قهرمان ۱۳–۲۰۱۲ |
| زدنیک زمان (۲)        | ۱۳–۲۰۱۲                                   | - |
| لوییس انریکه          | ۱۲–۲۰۱۱                                   | - |
| وینچنزو مونتلا        | ۱۱–۲۰۱۰                                   | - |
| کلودیو رانیری         | ۱۱–۲۰۱۰ ۱۰–۲۰۰۹                           | سوپر جام فوتبال ایتالیا نایب قهرمان ۲۰۱۰ سری آ نایب قهرمان ۱۰–۲۰۰۹ جام حذفی فوتبال ایتالیا نایب قهرمان ۱۰–۲۰۰۹ |
| لوچانو اسپالتی        | ۱۰–۲۰۰۹ ۰۹–۲۰۰۸ ۰۸–۲۰۰۷ ۰۷–۲۰۰۶ ۰۶–۲۰۰۵   | سوپر جام فوتبال ایتالیا نایب قهرمان ۲۰۰۸ جام حذفی فوتبال ایتالیا قهرمان ۰۸–۲۰۰۷ سری آ نایب قهرمان ۰۸–۲۰۰۷ سوپر جام فوتبال ایتالیا قهرمان ۲۰۰۷ جام حذفی فوتبال ایتالیا قهرمان ۰۷–۲۰۰۶ سری آ نایب قهرمان ۰۷–۲۰۰۶ سوپر جام فوتبال ایتالیا نایب قهرمان ۲۰۰۶ سری آ نایب قهرمان ۰۶–۲۰۰۵ جام حذفی فوتبال ایتالیا نایب قهرمان ۰۶–۲۰۰۵ |
| برونو کونتی           | ۰۵–۲۰۰۴                                   | جام حذفی فوتبال ایتالیا نایب قهرمان ۰۵–۲۰۰۴ |
| لوئیجی دل‌نری          | ۰۵–۲۰۰۴                                   | - |
| رودی فولر             | ۰۵–۲۰۰۴                                   | - |
| چزاره پراندلی         | ۰۵–۲۰۰۴                                   | - |
| فابیو کاپلو           | ۰۴–۲۰۰۳ ۰۳–۲۰۰۲ ۰۲–۲۰۰۱ ۰۱–۲۰۰۰ ۲۰۰۰–۱۹۹۹ | سری آ نایب قهرمان ۰۴–۲۰۰۳ جام حذفی فوتبال ایتالیا نایب قهرمان ۰۳–۲۰۰۲ سری آ نایب قهرمان ۰۲–۲۰۰۱ سوپر جام فوتبال ایتالیا قهرمان ۲۰۰۱ سری آ قهرمان ۰۱–۲۰۰۰ |
| زدنیک زمان (۱)        | ۹۹–۱۹۹۸ ۹۸–۱۹۹۷                           | - |
| نیلس لیدهولم (۴)      | ۹۷–۱۹۹۶                                   | - |
| کارلوس بیانچی         | ۹۷–۱۹۹۶                                   | - |
| کارلو ماتزونه         | ۹۶–۱۹۹۵ ۹۵–۱۹۹۴ ۹۴–۱۹۹۳                   | - |
| وویادین بوشکوف        | ۹۳–۱۹۹۲                                   | جام حذفی فوتبال ایتالیا نایب قهرمان ۹۳–۱۹۹۲ |
| اوتاویو بیانکی        | ۹۲–۱۹۹۱ ۹۱–۱۹۹۰                           | سوپر جام فوتبال ایتالیا نایب قهرمان ۱۹۹۱ جام حذفی فوتبال ایتالیا قهرمان ۹۱–۱۹۹۰ جام یوفا نایب قهرمان ۹۱–۱۹۹۰ |
| لوئیجی رادیچه         | ۹۰–۱۹۸۹                                   | - |
| نیلس لیدهولم (۳)      | ۸۹–۱۹۸۸ ۸۸–۱۹۸۷                           | - |
| آنجلو بندیکتو سورمانی | ۸۷–۱۹۸۶                                   | - |
| سون یوران اریکسون     | ۸۶–۱۹۸۵ ۸۵–۱۹۸۴                           | سری آ نایب قهرمان ۸۶–۱۹۸۵ جام حذفی فوتبال ایتالیا قهرمان ۸۶–۱۹۸۵ |
| نیلس لیدهولم (۲)      | ۸۴–۱۹۸۳ ۸۳–۱۹۸۲ ۸۲–۱۹۸۱ ۸۱–۱۹۸۰ ۸۰–۱۹۷۹   | جام باشگاه‌های اروپا نایب قهرمان ۸۴–۱۹۸۳ سری آ نایب قهرمان ۸۴–۱۹۸۳ جام حذفی فوتبال ایتالیا قهرمان ۸۴–۱۹۸۳ سری آ قهرمان ۸۳–۱۹۸۲ سری آ نایب قهرمان ۸۱–۱۹۸۰ جام حذفی فوتبال ایتالیا قهرمان ۸۱–۱۹۸۰ جام حذفی فوتبال ایتالیا قهرمان ۸۰–۱۹۷۹                                                                                         |
| فروتچو والکارجی       | ۷۹–۱۹۷۸                                   | - |
| گوستاوو جانیونی       | ۷۹–۱۹۷۸ ۷۸–۱۹۷۷                           | - |
| نیلس لیدهولم (۱)      | ۷۷–۱۹۷۶ ۷۶–۱۹۷۵ ۷۵–۱۹۷۴ ۷۴–۱۹۷۳           | - |
| مانیلو اسکومپینو      | ۷۴–۱۹۷۳                                   | - |
| آنتونیو تربیکانی      | ۷۳–۱۹۷۲                                   | - |
| هلنیو هررا (۲)        | ۷۳–۱۹۷۲ ۷۲–۱۹۷۱                           | جام آنگلو ایتالین قهرمان ۷۲–۱۹۷۱ |
| لوچانو تساری          | ۷۱–۱۹۷۰                                   | - |
| هلنیو هررا (۱)        | ۷۱–۱۹۷۰ ۷۰–۱۹۶۹ ۶۹–۱۹۶۸                   | جام حذفی فوتبال ایتالیا قهرمان ۶۹–۱۹۶۸ |
| اورونزو پوگلیسه       | ۶۸–۱۹۶۷ ۶۷–۱۹۶۶ ۶۶–۱۹۶۵                   | - |
| خوان کارلوس لورنزو    | ۶۵–۱۹۶۴                                   | - |
| لوئیز میرو            | ۶۴–۱۹۶۳                                   | جام حذفی فوتبال ایتالیا قهرمان ۶۴–۱۹۶۳ |
| نایم کریزیو           | ۶۴–۱۹۶۳                                   | - |
| آلفردو فونی (۲)       | ۶۴–۱۹۶۳ ۶۳–۱۹۶۲                           | - |
| لوئیس کارنیگلیا       | ۶۳–۱۹۶۲ ۶۲–۱۹۶۱                           | - |
| آلفردو فونی (۱)       | ۶۱–۱۹۶۰ ۶۰–۱۹۵۹                           | اینتر-سیتیز فیرز کاپ قهرمان ۶۱–۱۹۶۰ |
| گئورگی سروسی (۲)      | ۵۹–۱۹۵۸                                   | - |
| گونار نوردال          | ۵۹–۱۹۵۸ ۵۸–۱۹۵۷                           | - |
| الک استاک             | ۵۸–۱۹۵۷                                   | - |
| گویدو ماستی (۲)       | ۵۷–۱۹۵۶                                   | - |
| گئورگی سروسی (۱)      | ۵۷–۱۹۵۶ ۵۶–۱۹۵۵                           | - |
| جسی کارور             | ۵۶–۱۹۵۵ ۵۵–۱۹۵۴ ۵۴–۱۹۵۳                   | سری آ نایب قهرمان ۵۵–۱۹۵۴ |
| ماریو وارجلین         | ۵۴–۱۹۵۳ ۵۳–۱۹۵۲                           | - |
| جوزپه ویانی           | ۵۲–۱۹۵۱                                   | - |
| گویدو ماستی (۱)       | ۵۱–۱۹۵۰                                   | - |
| پیترو سرانتونی        | ۵۱–۱۹۵۰                                   | - |
| آدولفو بالونچری       | ۵۱–۱۹۵۰                                   | - |
| لوئیجی برونلا (۲)     | ۵۰–۱۹۴۹                                   | - |
| فولویو برناردینی      | ۵۰–۱۹۴۹                                   | - |
| لوئیجی برونلا (۱)     | ۴۹–۱۹۴۸ ۴۸–۱۹۴۷                           | - |
| ایمره سنکی            | ۴۸–۱۹۴۷                                   | - |
| جیووانی دگنی          | ۴۷–۱۹۴۶ ۴۶–۱۹۴۵                           | - |
| گویدو ماستی           | بدون تورنومنت رسمی                        | - |
| گزا کرتش              | ۴۳–۱۹۴۲                                   | - |
| آلفرد شافر            | ۴۳–۱۹۴۲ ۴۲–۱۹۴۱ ۴۱–۱۹۴۰ ۴۰–۱۹۳۹           | سری آ قهرمان ۴۲–۱۹۴۱ جام حذفی فوتبال ایتالیا نایب قهرمان ۴۱–۱۹۴۰ |
| جویدو آرا             | ۴۰–۱۹۳۹ ۳۹–۱۹۳۸ ۳۸–۱۹۳۷                   | - |
| لوئیجی باربسینو       | ۳۷–۱۹۳۶ ۳۶–۱۹۳۵ ۳۵–۱۹۳۴ ۳۴–۱۹۳۳           | جام حذفی فوتبال ایتالیا نایب قهرمان ۳۷–۱۹۳۶ سری آ نایب قهرمان ۳۶–۱۹۳۵ |
| لاجوس کواتش           | ۳۳–۱۹۳۲                                   | - |
| جانوس بار             | ۳۳–۱۹۳۲ ۳۲–۱۹۳۱                           | - |
| هربرت برجیس           | ۳۲–۱۹۳۱ ۳۱–۱۹۳۰ ۳۰–۱۹۲۹                   | سری آ نایب قهرمان ۳۱–۱۹۳۰ |
| گویدو باچانی          | ۳۰–۱۹۲۹                                   | - |
| ویلیام گاربوت         | ۲۹–۱۹۲۸ ۲۸–۱۹۲۷                           | - |